# Нападение на бар «Байардо»
Нападение на бар «Байардо» (англ. Bayardo Bar attack) было совершено 13 августа 1975 в Белфасте группой боевиков Ирландской республиканской армии во главе с Бренданом Макфарлэйном: они организовали взрыв в пабе на Абердин-Стрит, который «крышевался» ольстерскими лоялистами. В результате нападения погибли четверо мирных жителей и один ольстерский доброволец (все протестанты). По версии журналистов Алана Мюррэя и Питера Тейлора, это была месть за расстрел шоубэнда «Майами», совершённый двумя неделями назад. По обвинению во взрыве и стрельбе, помимо Макфарлэйна, были задержаны боевики Питер Хэмильтон и Шеймус Кларк: все трое были приговорены к пожизненному лишению свободы.

## Предыстория
Спустя шесть лет после начала конфликта, 10 февраля 1975 представители Временной ИРА и британского правительства возобновили переговоры: боевики согласились прекратить нападения на британские силы безопасности в обмен на отказ британцев от обысков и рейдов. Однако у обеих сторон были свои провокаторы: некоторые ирландские националисты считали, что только путём военного вмешательства можно будет добиться полной победы в конфликте, в то время как британское командиры игнорировали приказы о прекращении огня, а сотрудники спецслужб продолжали внедрять своих агентов в ряды ИРА.
Вплоть до начала 1976 года не прекращались стычки между католиками и протестантами: ольстерские лоялисты, не желавшие объединения со всей Ирландией и опасавшиеся, что британское правительство пойдёт на уступки и заставит их принять законы Республики Ирландия, возобновили террористические атаки против ирландского гражданского населения, состоявшего из католиков и симпатизировавшего националистам. Они рассчитывали выдавить ИРА и заставить прекратить сопротивление. Стремясь не вступать в стычки со спецслужбами, боевики ИРА обратили внимание на лоялистов, однако это серьёзно подорвало дисциплину в движении.
31 июля 1975 шоубэнд «Майами», популярный в Ирландии, совершал переезд в Дублин из Бэнбриджа на микроавтобусе. Близ Баскхилла (пригород Ньюри), около погранпоста их остановили ольстерские добровольцы (часть из них служила в Ольстерском оборонном полку), переодетые в форму британских войск. Пока один из «лжесолдат» проверял документы у музыкантов, двое других заложили бомбу под автобус, однако та сдетонировала преждевременно и погубила двух невезучих солдат. Оставшийся «личный состав» погранпоста открыл огонь по музыкантам: трое погибли на месте, двое были ранены. Спустя две недели, как утверждают Питер Тейлор и Алан Мюррэй, боевики ИРА решили отомстить за зверское нападение.

## Атака
13 августа 1975 в баре «Байардо» находилось много людей. Незадолго до закрытия бара к нему подъехал зелёный Audi, где находились трое боевиков ИРА из Белфастской бригады. Автомобилем управлял 24-летний уроженец Ардойна Брендан Макфарлэйн. Ещё двое боевиков, Шеймус Кларк (младший брат Теренса Кларка, бывшего телохранителя Джерри Адамса) и Питер «Скит» Хэмильтон выбрались из машины и встали у входа в паб на Абердин-Стрит. Один из них открыл огонь из собственного оружия AR-15 по стоявшим Уильяму Грэйси (63 года) и его родственнику Сэмюэлю Ганнингу (55 лет), которые разговаривали друг с другом снаружи. Оба были убиты на месте.
Второй из боевиков вошёл в паб, где развлекались его владельцы, и оставил у входа сумку, в которой находилась 10-фунтовая бомба. Оба боевика тут же убежали к автомобилю.. Запаниковавшие посетители стали разбегаться, и бомба тут же взорвалась, разрушив кусок стены и обрушив часть конструкции на посетителей. От взрыва погибли 29-летняя Джоанн МакДоуэлл (посетительница бара) и 21-летний ольстерский доброволец Хью Харрис, чьи тела обнаружили под развалинами. Пятой жертвой стала 17-летняя (или 19-летняя) Линда Бойл, которую удалось достать из-под завалов, но спустя 8 дней, 21 августа, она умерла от ранений. Всего пострадали ещё более 50 человек.
Газета Belfast Telegraph утверждала, что боевики ИРА, скрываясь по Агнес-Стрит, ещё и обстреляли толпу женщин и детей около таксопарка, однако жертв и пострадавших не было. Спустя 20 минут после взрыва всех троих задержала полиция на блокпосте: в салоне автомобиля был найден автомат AR-15, из которого велась стрельба, с использованными гильзами. Отпечатки пальцев на нём принадлежали всем троим боевикам.

## Месть за нападение
ИРА не сразу признала ответственность за взрывы: сначала она вовсе отрицала факт участия в нападении, а затем заявила, что это была антитеррористическая операция против ольстерских добровольцев, которые собирались устроить теракт против ирландского католического населения. Бар располагался в центре зоны Шенкилл-Роуд, которая была под контролем ольстерцев, откуда можно было видеть везде ольстерские знамёна. Мартин Диллон утверждает, что боевики Ольстерских добровольческих сил часто посещали бар, и одни из самых известных посетителей был Ленни Мёрфи, глава банды «Шенкиллских мясников». Стив Брюс считает, что в начале 1970-х годов ольстерских лоялистов можно было увидеть чаще всего именно в этом баре: из штаб-квартиры, располагавшейся над магазином «The Eagle», можно было быстро добраться до бара «Байардо». В конце концов, утверждения ИРА имели долю истины: один из арестованных боевиков от друга Ленни Мёрфи узнал, что лидер ольстерцев ушёл из бара после окончания встречи с соратниками за 10 минут до нападения.
Лоялисты, взбешённые дерзким нападением, устроили очередную волну терактов против католиков: через два дня на Фоллз-Роуд взрыв автомобиля покалечил 35 человек; 22 августа в Арма в баре «МакГлинан» была предпринята точно такая же атака, какую провели боевики ИРА — перестрелка и взрыв бомбы, которые унесли жизни трёх человек (один умер от ран 28 августа) и покалечили ещё несколько. Параллельно с терактом в Арма в Блэкуотертауне прогремел ещё один взрыв в баре, однако пострадавших не был. Боевики ИРА, прикрываясь названием «Республиканские силы реагирования», отвечали ольстерцам тем же террором, что возмущало Джерри Адамса и Брендана Хьюза, которые считали, что боевики разрушают все попытки наладить мир.

## Последствия
В мае 1976 года Брендан Макфарлэйн, Шеймус Кларк и Питер Хэмильтон были осуждены Диплокским судом и приговорены к пожизненному лишению свободы в тюрьме «Мэйз». Макфарлэйн в тюрьме не прекратил попытки освобождения и в 1983 году организовал побег 38 заключённых, в том числе своих сообщников по теракту. Хэмильтона удалось схватить на территории тюрьмы, а вот Кларк и Макфарлэйн скрылись. После этого Макфарлэйн отказывался что-либо рассказывать о нападении: ИРА не вынуждали его делать какие-либо признания и сами признавали это нападение совершённым по религиозным мотивам, хотя Джерри Адамс убеждал всех, что Макфарлэйн никогда не разжигал межрелигиозную рознь. Хэмильтон 25 февраля 2011 скончался от рака в Дандалке.
Бар вскоре был снесён. Группа активистов, желавшая, чтобы совершённый террористический акт не был предан забвению, установила мемориал жертвам теракта на месте, где когда-то стоял бар. Мемориал представляет собой часть конструкции бара с плакатом, на котором изображены фотографии бара до и после взрыва, а также фотографии погибших.